# Atalanta Bergamasca Calcio 1934-1935
Questa pagina raccoglie i dati riguardanti l'Atalanta Bergamasca Calcio nelle competizioni ufficiali della stagione 1934-1935.

## Stagione
La stagione 1934-1935 fu per l'Atalanta un'altra stagione di transizione.

Arrivano in nerazzurro diversi volti nuovi (primi fra tutti Severo Cominelli, Ugo Locatelli e Sereno Gianesello) oltre che graditi ritorni (Camillo Fenili).
Tuttavia a causa della riforma dei campionati (i gironi della serie B passano da due a uno), sono previste ben sette retrocessioni, la stagione dei neroazzurri si conclude con una salvezza un po' affannosa chiudendo al settimo posto (su quindici squadre) con 30 punti in 28 gare.
La Coppa Italia non viene disputata.

## Organigramma societario
Area direttiva
- Presidente: Emilio Santi
- Commissari: Rino Lupini, Francesco Malagni, Clemente Mayer
- Segretario: Oreste Onetto

Area tecnica
- Allenatore: Angelo Mattea

Area sanitaria

## Rosa
| N. |                      | Ruolo | Calciatore          |
| -- | -------------------- | ----- | ------------------- |
|    | Italia (bandiera)    | P     | Gaetano Cesana      |
|    | Italia (bandiera)    | P     | Armando Fiorini     |
|    | Italia (bandiera)    | D     | Giuseppe Gola       |
|    | Italia (bandiera)    | D     | Antonio Morzenti    |
|    | Italia (bandiera)    | D     | Francesco Simonetti |
|    | Italia (bandiera)    | C     | Giuseppe Barcella   |
|    | Italia (bandiera)    | C     | Aurelio Biassoni    |
|    | Italia (bandiera)    | C     | Giuseppe Bonomi     |
|    | Italia (bandiera)    | C     | Vittorio Casati     |
|    | Italia (bandiera)    | C     | Severo Cominelli    |
|    | Argentina (bandiera) | C     | Carlos Garavelli    |
|    | Italia (bandiera)    | C     | Pietro Maestroni    |

| N. |                   | Ruolo | Calciatore        |
| -- | ----------------- | ----- | ----------------- |
|    | Italia (bandiera) | C     | Luigi Tentorio    |
|    | Italia (bandiera) | C     | Gino Zanni        |
|    | Italia (bandiera) | A     | Giovanni Candiani |
|    | Italia (bandiera) | A     | Camillo Fenili    |
|    | Italia (bandiera) | A     | Giovanni Finazzi  |
|    | Italia (bandiera) | A     | Sereno Gianesello |
|    | Italia (bandiera) | A     | Ugo Locatelli     |
|    | Italia (bandiera) | A     | Aldo Perani       |
|    | Italia (bandiera) | A     | Arnaldo Salvi     |
|    | Italia (bandiera) | A     | Renato Sanero     |
|    | Italia (bandiera) | A     | Learco Secchi     |
|    | Italia (bandiera) | A     | Giuseppe Sina     |

## Calciomercato
| Acquisti | Acquisti              | Acquisti    | Acquisti   |
| R.       | Nome                  | da          | Modalità   |
| -------- | --------------------- | ----------- | ---------- |
| P        | Gaetano Cesana        | Milan       | definitivo |
| C        | Giuseppe Barcella     | Lecco       | definitivo |
| C        | Aurelio Biassoni      | Pavia       | definitivo |
| C        | Severo Cominelli      | Nossese     | definitivo |
| C        | Carlos Josè Garavelli | Alessandria | definitivo |
| C        | Pietro Maestroni      | Milan       | definitivo |
| C        | Gino Zanni            | Perugia     | definitivo |
| A        | Giovanni Candiani     | Pro Patria  | definitivo |
| A        | Camillo Fenili        | Cosenza     | definitivo |
| A        | Sereno Gianesello     | Vicenza     | definitivo |
| A        | Ugo Locatelli         | Brescia     | definitivo |
| A        | Arnaldo Salvi         | Ardens      | definitivo |
| A        | Learco Secchi         | Milan       | definitivo |

| Cessioni | Cessioni              | Cessioni        | Cessioni      |
| R.       | Nome                  | a               | Modalità      |
| -------- | --------------------- | --------------- | ------------- |
| D        | Francesco Bettoni     | Ardens          | definitivo    |
| D        | Angelo Belloni        | Lecco           | definitivo    |
| C        | Costante Ceresoli     |                 | svincolato    |
| C        | Attilio Kossovel      | Comense         | definitivo    |
| C        | Stelio Malabotti      | Sanremese       | definitivo    |
| A        | Riccardo Beretta      | Ardens          | definitivo    |
| A        | Giuseppe Guerini      | Cosenza         | definitivo    |
| A        | Cesare Jones          | Sampierdarenese | definitivo    |
| A        | Giulio Panzeri        | Pistoiese       | definitivo    |
| A        | Giuseppe Santagostino |                 | fine carriera |

## Risultati

### Serie B

#### Girone d'andata
| Arbitro: | Gianni (Pisa) |

|  |           |              |
|  | Marcatori | 20’ Biassoni |

| Arbitro: | Levrero (Genova) |

|                       |           |  |
| Sanero 63’ Secchi 80’ | Marcatori |  |

| Arbitro: | Salvagno (Trieste) |

|          |           |                          |
| Gola 31’ | Marcatori | 62’ Franchini 80’ Meucci |

| Arbitro: | Ciamberlini (Genova) |

|  |           |                     |
|  | Marcatori | 26’, 44’ Gianesello |

| Bari 18 novembre 1934, ore ? 6ª giornata | Bari               | 0 – 0 | Atalanta | Campo degli Sports\| Arbitro: \| Pizziolo (Firenze) \| |
| Arbitro:                                 | Pizziolo (Firenze) |       |          |                                                        |

| Arbitro: | Collina (Savona) |

|                           |           |            |
| Bonomi 21’ Gianesello 89’ | Marcatori | 60’ Sudati |

| Arbitro: | Brunelli (Bologna) |

|                        |           |               |
| Donaglio 55’, 72’, 88’ | Marcatori | 3’ Gianesello |

| Arbitro: | Beraldi (Imperia) |

|                          |           |           |
| Bonomi 7’ Gianesello 39’ | Marcatori | 29’ Isada |

| Arbitro: | Conticini (Firenze) |

|                      |           |              |
| Rossi 23’ Frossi 49’ | Marcatori | 62’ Candiani |

| Arbitro: | Gondola (Monfalcone) |

|              |           |  |
| Biassoni 90’ | Marcatori |  |

| Arbitro: | Bartolini (Pisa) |

|                |           |                                             |
| Gianesello 90’ | Marcatori | 8’ Foglia 56’ Dalfin 61’, 70’, 80’ Costanzo |

| Arbitro: | Pizziolo (Firenze) |

|  |           |           |
|  | Marcatori | 53’ Zanni |

| Arbitro: | Moretti (Genova) |

|               |           |           |
| Locatelli 40’ | Marcatori | 78’ Marin |

| Arbitro: | Gonani (Ravenna) |

|                          |           |  |
| Gianesello 42’ Zanni 69’ | Marcatori |  |

#### Girone di ritorno
| Arbitro: | Sassi (Roma) |

|               |           |              |
| Locatelli 26’ | Marcatori | 22’ Bellotti |

| Arbitro: | Scotto (Savona) |

|                               |           |                                             |
| Camolese 58’ Gianesello I 73’ | Marcatori | 8’ Cominelli 10’ Locatelli 75’ S.Gianesello |

| Arbitro: | Bertolio (Torino) |

|                                      |           |                                   |
| Meucci 1’ Brossi 5’, 26’ Vezzani 34’ | Marcatori | 63’ Cominelli 65’, 75’ Gianesello |

| Arbitro: | Mazza (Torre del Greco) |

|  |           |              |
|  | Marcatori | 84’ Mihalich |

| Arbitro: | Gianelli (Genova) |

|  |           |                                     |
|  | Marcatori | 29’ Marchionneschi 56’ (aut.) Zanni |

| Arbitro: | Soliani (Genova) |

|                   |           |  |
| Montanari 4’, 52’ | Marcatori |  |

| Arbitro: | Conticini (Firenze) |

|                                                                   |           |  |
| Biassoni 8’ Sanero 14’, 85’ Casati 34’ Locatelli 50’ Candiani 60’ | Marcatori |  |

| Arbitro: | Pecchiura (Torino) |

|                            |           |              |
| Ferranti 57’ Gagliardi 88’ | Marcatori | 62’ Biassoni |

| Arbitro: | Ceccherini (Como) |

|               |           |                      |
| Cominelli 12’ | Marcatori | 83’ (rig.) D'Odorico |

| Arbitro: | Mazza (Genova) |

|              |           |                   |
| Antonini 87’ | Marcatori | 12’, 72’ Tentorio |

| Arbitro: | Conticini (Ancona) |

|                         |           |  |
| Dalfin 39’ Costanzo 39’ | Marcatori |  |

| Arbitro: | Corradini (Bologna) |

|               |           |               |
| Locatelli 30’ | Marcatori | 75’ Carnevali |

| Arbitro: | Gianni (Pisa) |

|  |           |           |
|  | Marcatori | 2’ Bonomi |

| Arbitro: | Bevilacqua (Viareggio) |

|                 |           |              |
| Boni 81’ (rig.) | Marcatori | 85’ Barcella |

## Statistiche

### Statistiche di squadra
| Competizione     | Punti | In casa | In casa | In casa | In casa | In casa | In casa | In trasferta | In trasferta | In trasferta | In trasferta | In trasferta | In trasferta | Totale | Totale | Totale | Totale | Totale | Totale | DR |
| Competizione     | Punti | G       | V       | N       | P       | Gf      | Gs      | G            | V            | N            | P            | Gf           | Gs           | G      | V      | N      | P      | Gf     | Gs     | DR |
| ---------------- | ----- | ------- | ------- | ------- | ------- | ------- | ------- | ------------ | ------------ | ------------ | ------------ | ------------ | ------------ | ------ | ------ | ------ | ------ | ------ | ------ | -- |
| Serie B Girone B | 30    | 14      | 6       | 4       | 4       | 21      | 16      | 14           | 6            | 2            | 6            | 17           | 19           | 28     | 12     | 6      | 10     | 38     | 35     | +3 |

### Statistiche dei giocatori
| Giocatore     | Serie B  | Serie B |
| Giocatore     | Presenze | Reti    |
| ------------- | -------- | ------- |
| G. Barcella   | 2        | 1       |
| A. Biassoni   | 22       | 4       |
| G. Bonomi     | 15       | 3       |
| G. Candiani   | 13       | 2       |
| V. Casati     | 28       | 1       |
| G. Cesana     | 26       | -32     |
| S. Cominelli  | 12       | 3       |
| C. Fenili     | 5        | 0       |
| G. Finazzi    | 1        | 0       |
| A. Fiorini    | 2        | -3      |
| C. Garavelli  | 1        | 0       |
| S. Gianesello | 23       | 10      |
| G. Gola       | 26       | 1       |
| U. Locatelli  | 15       | 5       |
| P. Maestroni  | 12       | 0       |
| A. Morzenti   | 4        | 0       |
| A. Perani     | 1        | 0       |
| A. Salvi      | 1        | 0       |
| R. Sanero     | 24       | 3       |
| L. Secchi     | 4        | 1       |
| F. Simonetti  | 28       | 0       |
| G. Sina       | 4        | 0       |
| L. Tentorio   | 13       | 2       |
| G. Zanni      | 26       | 2       |